# Mario Salas
Mario Alfredo Salas Saieg (ur. 11 października 1967 w Viña del Mar) – chilijski piłkarz występujący na pozycji defensywnego pomocnika, reprezentant Chile, trener piłkarski.